# Bristol Bulldog
El Bristol Bulldog és un avió de caça biplà dissenyat a finals dels anys 1920 al Regne Unit. Es tracta d'un desenvolupament entre les guerres mundials, amb prestacions més avançades que els avions anteriors però mantenint una filosofia de disseny semblant. Va constituir el caça principal de la Royal Air Force durant un breu període als anys 1930. Va ser utilitzat en combats durant la Guerra Civil espanyola, amb aparells adquirits pel govern d'Espanya els quals havien estat rebutjats pel govern d'Estònia.

## Història
El setembre de 1926 el ministeri de l'aire britànic, va veure la necessitat d'un avió de combat capaç d'operar tant de dia com de nit, equipat amb dues metralladores i motor radial, emetent l'especificació F9/26. Va ser llavors que el cap de disseny de l'empresa Bristol, l'excapità de l'exèrcit britànic de la Primera guerra mundial Frank Barnwell, va dissenyar-lo. El primer vol el va realitzar-se el prototip Mk I el 17 de maig de 1927. Si bé va demostrar bones característiques, va entrar en competència amb el disseny del Hawker Hawfinch. Com a resultat es va modificar el Mk I allargant el fuselatge per donar-li més finesa, guanyant velocitat punta, guanyant finalment al model de la competència. En les proves va rebre elogis dels pilots de proves de la Royal Air Force, que el van elogiar per la seva maniobrabilitat i potència.
Inicialment estava equipat amb un motor en estrella de 9 cilindres Bristol Jupiter VII que aportava 440 CV, conferint una velocitat màxima de 290 km/h, i un abast de 480 km. El model va entrar en producció l'any 1928 i l'any següent entrava en servei amb les forces aèries britàniques.
Era un avió d'estructura metàl·lica amb forro també metàl·lic en la part davantera, i en tela en la resta de superfícies. Les ales corresponien al plantejament d'un sesquipla amb l'inferior més retallada que la superior, que suportava els plans de control i els dipòsits de combustible al centre de gravetat, el tren d'aterratge, era amb l'eix central carenat i portava suspensió i amortidors de goma. Va resultar un avió de caça amb costos de manteniment baixos i de gran èxit als mercats exteriors.

## Teatre d'operacions

### Regne Unit

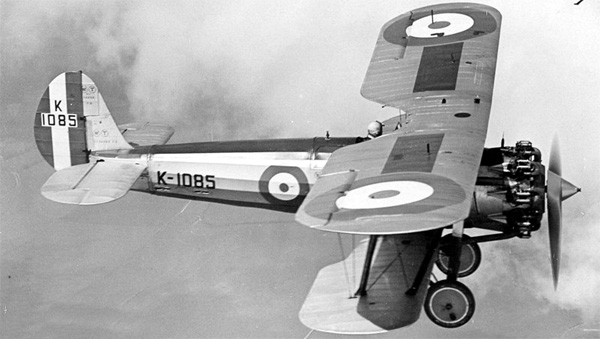
Bristol Bulldog de la RAF

Els Bristol Bulldog no van entrar mai en combat amb la RAF, però si que van ser enviats a la crisi d'Abissínia. Aquest avió va formar part d'11 esquadrons de la RAF, a part de 4 escoles de vol de les Reials Forces Aèries. El pilot Douglas Bader, que posteriorment va esdevenir as durant la Segona Guerra Mundial, va perdre les dues cames en el seu Bristol Bulldog, en un aterratge forçós a l'aeròdrom de Woodley, prop de Reading, en un vol acrobàtic no autoritzat, 

### Espanya
Com ajuda del govern d'Estònia, van arribar set aparells al port Asturià de "El Musel", el 5 de juliol de 1937. Participant així en la campanya de País Basc, Santander i Astúries.
Hi ha versions que situen fins a 11 aparells en el que s'anomenava el Circo Krone, però el més segur és que Estònia, només vengués 9 aparells, un d'ells fou capturat per les forces rebels el 17 de juny de 1937, al capturar l'aeroport de Lamiaco, i després va ser exposat com a material capturat a l'enemic al  Gran Kursaal de Sant Sebastià. De la resta no hi ha referències del que va succeir quan va acabar la Campanya del nord, el 21 d'octubre de 1937 amb la conquesta de Gijón i l'aeroport de Carrenyo.

### Altres teatres d'operacions
- Austràlia Reial Força Aèria Australiana (RAAF) 2 esquadrons
- Dinamarca
- Estònia Per renovar el seu material aeri, van vendre entre 8 i 11 avions a les Forces Aèries de la República Espanyola
- Finlàndia Van entrar en combat, amb la Força Aèria Finesa, durant la guerra d'hivern amb la Unió Soviètica, el 1939, on van aconseguir 6 victòries, per una pèrdua: 2 Polikàrpov I-16 i 4 Tupolev SB-2, tot i que eren avions més moderns.
- Japó
- Letònia
- Siam
- Suècia Reial Força Aèria Sueca.

## Models
- Bulldog I

2 Prototips, un diürn i l'altre nocturn, construïts per Bristol Aeroplane Co
- Bulldog II

Sèrie de 92 aparells, construïts per Bristol Aeroplane, en les dues versions, amb motor Bristol Jupiter VII de 440 CV.
- Bulldog AI

Sèrie de 268 aparells, en les dues versions, amb motor Bristol Jupiter VIIf de 490 CV.
- Bulldog IIIA

2 Prototips provisionals
- Bulldog IVA

Serie de 18 aparells, també en les dues versions, amb motor Bristol Mercury de 640 CV.
- Bulldog TM

Serie de 59 aparells biplaces per entrenament.
- JSSF

Dos aparells construïts al Japó, per Nakajima.

## Aparells conservats

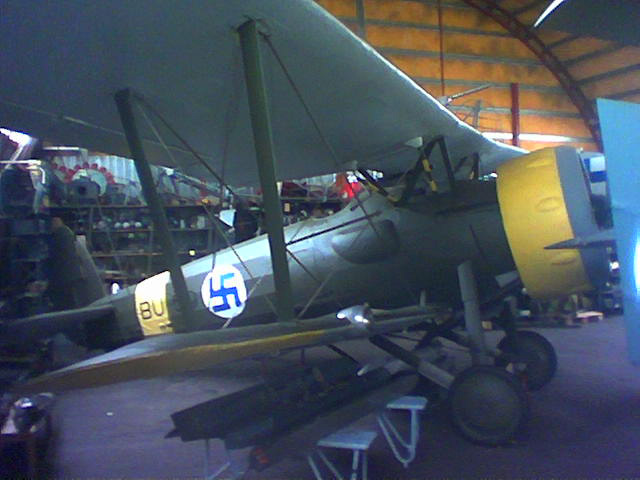
Bristol Bulldog conservat al Museu de l'Aviació Hallinportti Museum

S'han conservat fins al dia d'avui dos aparells, un al Museu de la RAF a Hendon, i l'altre al Museu de l'Aviació Hallinportti Museum.

## Especificacions (Bulldog II)
Característiques generals
- Tripulació: 1
- Longitud: 7,67 m
- Envergadura: 10,3 m
- Alçada: 2,67
- Superfície de l'ala 28,5 m²
- Pes buit: 1.000 kg
- Pes màxim d'enlairament: 1.586 kg
- Motors: 1×  motor radial de pistons Bristol Jupiter VII , 440 h.p.

 Rendiment 
- Velocitat màxima: 287 km/h
- Sostre de servei: 8.930 m

Armament

- Metralladores: 2 metralladores Vickers de 7.7 mm
- Bombes: 4 bombes de 9 kg